# The Filth and the Fury
The Filth and the Fury är en brittisk dokumentärfilm från 2000, regisserad av Julien Temple. Filmen är 108 minuter lång och fokuserar på historien om punkbandet Sex Pistols. Den kan ses som en fortsättning av Temples första dokumentär om Sex Pistols, The Great Rock 'n' Roll Swindle från 1980.

## Soundtrack
Soundtracket gavs ut 2002 på en dubbel-CD och innehåller låtar från filmen med både Sex Pistols och med flera andra grupper/artister.
CD 1
1. "God Save the Queen (Symphony)"
2. "Shang-A-Lang" – Bay City Rollers
3. "Pictures of Lily" – The Who
4. "Virginia Plain" – Roxy Music
5. "School's Out" – Alice Cooper
6. "Skinhead Moonstomp" – Symarip
7. "Glass of Champagne" – Sailor
8. "Through My Eyes" – The Creation
9. "The Jean Genie" – David Bowie
10. "I'm Eighteen" – Alice Cooper
11. "Submission"
12. "Don't Gimme No Lip Child"
13. "What'cha Gonna Do About It"
14. "Road Runner"
15. "Substitute"
16. "Seventeen"

CD 2
1. "Anarchy in the U.K."
2. "Pretty Vacant"
3. "Did You No Wrong"
4. "Liar"
5. "EMI"
6. "No Feelings"
7. "I Wanna Be Me"
8. "Way Over (In Dub)" – Tapper Zukie
9. "Looking for a Kiss" – New York Dolls
10. "Holidays in the Sun"
11. "No Fun"